# Laticorona aequata
Laticorona aequata är en insektsart som beskrevs av Cai 1994. Laticorona aequata ingår i släktet Laticorona och familjen dvärgstritar. Inga underarter finns listade i Catalogue of Life.